# Vladimir Anikine
Pour les articles homonymes, voir Anikine.
Vladimir Prokopievitch Anikine (en russe : Влади́мир Проко́пьевич Ани́кин), né le 6 août 1924 à Tbilissi (Géorgie), est un philologue et folkloriste soviétique et russe, docteur en philologie et professeur émérite de l'Université d'État de Moscou.

## Indications biographiques
Vladimir Anikine est le fils de Prokopy Antonovitch Anikine, ingénieur en chef à la Direction de l'Aviation Polaire et lauréat du Prix Staline, et de Lioubov Zinovieva, née Roubskaïa.
Anikine participe à la Seconde Guerre mondiale en tant que chiffreur dans l'armée de l'air sur le Front du Caucase et sera décoré de l'Ordre de la Guerre patriotique.
En 1950, il est diplômé de la Faculté de philologie de l'Université d'État de Moscou (MGU) ; la même année, il épouse Alla Borissova Iourina. En 1954, sous la direction de Vladimir Tchitcherov, il défend sa thèse intitulée « L'importance de la poésie populaire dans l'évolution créatrice d'Alexis Nikolaïevitch Tolstoï », et devient professeur à la faculté de philologie du MGU.
En 1974, il défend une thèse de doctorat sur « La théorie de la tradition folklorique et son importance pour l'étude historique des bylines ».
En 1979, il est nommé responsable du département de l'art populaire russe oral du MGU.
Vladimir Anikine a deux enfants : Maria et Alexeï.

## Centres d'intérêt scientifiques
Anikine s'est activement intéressé à l'étude des bylines, des contes, aux rites du calendrier et des noces, aux genres mineurs de la poésie populaire (dont les berceuses), mais aussi au « folklorisme » chez les écrivains russes des XIXe et XXe siècles. Dans ses travaux, il soulève des questions sur les spécificités de la tradition populaire orale, et étudie son histoire et sa théorie. Il s'est aussi occupé de problèmes de typologie des liens entre folklore et littérature. Il s'est illustré dans la collaboration aux conseils de thèses spécialisées du MGU et de l'Institut de littérature Gorki (IMLI RAN).
Il est membre du conseil de rédaction de plusieurs périodiques scientifiques : Vestnik Moskovskogo universiteta (« Le messager de l'Université de Moscou »), Filologitcheskie naouki (« Sciences philologiques »), Drevnïaïa Rous: Voprosy medievistiki (« La Rous' ancienne : Questions de médiévistique »).
Il a participé à des congrès internationaux de slavistes.
Il a enseigné plusieurs générations de folkloristes russes et étrangers, avec lesquels il continue à correspondre, et a dirigé les thèses de plus de 40 candidats et 15 docteurs en sciences.

## Œuvres principales (en russe)

### Thèses
- Значение народной поэзии в творческом развитии Алексея Николаевича Толстого (« L'importance de la poésie populaire dans l'évolution créatrice d'Alexis Nikolaïevitch Tolstoï », Faculté de philologie du MGU, 1953).
- Теория фольклорной традиции и её значения для исторического исследования былин (« La théorie de la tradition folklorique et son importance pour l'étude historique des bylines », Faculté de philologie du MGU, 1973).

### Monographies scientifiques
- Теоретические проблемы историзма былин в науке советского времени (« Problèmes théoriques de l'historisme des bylines dans la science de l'époque soviétique » ; 3 volumes, MGU 1978, 1978, 1980).
- Теория фольклорной традиции и её значение для исторического изучения былин (« La théorie de la tradition foklorique et sa signification pour l'étude historique des bylines », MGU, 1980).
- Былины. Метод выяснения исторической хронологии вариантов (« Les bylines. Une méthode de mise en évidence de la chronologie historique des variantes », MGU, 1984).
- Русская народная сказка (« Le conte populaire russe », Moscou, 1984).
- Теория фольклора (« Théorie du folklore », Moscou, 1996; rééd. 2004).

### Articles
- Коллективность как сущность творческого процесса в фольклоре (« La collectivité, essence du processus de création dans le folklore », Russkiï folklor, vol.4, 1960).
- Традиции жанра как критерий фольклорности в современном творчестве (частушки и пословицы) (« Les traditions du genre, critère de folklorisme dans la création contemporaine (tchastouchki et proverbes) », Russkiï folklor, vol.9, 1964).
- Некоторые актуальные проблемы современной фольклористики (« Quelques problèmes actuels de folkloristique contemporaine », Filologitcheskie naouki, 1981, n° 2). (ru) Lire en ligne.
- Об историческом изучении былин (« Sur l'étude historique des bylines », Rousskaïa literatoura, 1984, n° 1).
- Фольклористика как филологическая дисциплина (« La folkloristique en tant que discipline philologique », Vestnik MGU. Filologiïa, 1984, n° 6).
- Принципы жанрово-тематической классификации сказок (« Principes de classification des contes par thématique de genre », Rousskiï folklor, vol.23, 1985).
- Системный анализ литературного и фольклорного стиля (« Analyse systémique du style littéraire et folklorique », Filologitcheskie naouki, 1995, n° 4).
- Классическое наследство в эпосоведении и его значение для современной науки (« L'héritage classique dans l'étude de l'épopée et son importance pour la science contemporaine », Rousskiï folklor, vol.28, 1995).
- Национальная специфика жанра в свете сравнительной поэтики (« La spécificité nationale du genre à la lumière de la poétique comparée », Dossiers scientifiques de la faculté de philologie du MGU, vol.1, Moscou, 1996.

Revues ayant fréquemment publié Anikine
- Вестник Московского университета. Филология. (« Le messager de l'Université de Moscou. Philologie. »)
- Филологические науки. (« Les sciences philologiques »)
- Древняя Русь. Вопросы медиевистики. (« La Rous' ancienne. Questions de médiévistique »).

### Recueils
- Мудрость народная. Жизнь человека в русском фольклоре (« La sagesse populaire. La vie humaine dans le folklore russe » ; vol.1, Moscou 1991 ; vol.2, Moscou 1994).
- К мудрости ступенька. О русских песнях, сказках, пословицах, загадках, народном языке : очерки. (« Un degré vers la sagesse. Les chansons, contes, proverbes, devinettes russes dans la langue populaire : Essais. », Moscou, 1988, illustré).

### Manuels pédagogiques
- Русские народные пословицы, поговорки, загадки и детский фольклор (« Proverbes, dictons, devinettes et folklore enfantin russes », Moscou, 1957).
- Русская народная сказка (« Le conte populaire russe », Moscou, 1959).
- Русский богатырский эпос (« L'épopée héroïque russe », Moscou, 1964).
- Русский фольклор (« Le folklore russe », Moscou, 1987).

### Travaux de collecte
- Русские села Башкирии (« Les villages russes de Bachkirie », 1949)
- Калужская область (« L'oblast de Kalouga », 1963)
- Архангельская область и Карелия (« L'oblast d'Arkhangelsk et la Carélie, 1965—1969).

### Cours magistraux
- Русское устное народное творчество (« L'art populaire oral russe »)
- Теория фольклора (« Théorie du folklore »)
- Методика сравнительно-исторического изучения фольклора (« Méthodologie d'étude comparative historique du folklore »).